# Natasha De Troyer
Natasha De Troyer (Gent, 8 augustus 1978) is een voormalig Belgisch alpineskiër.

## Levensloop
De Troyer heeft tweemaal deelgenomen aan de Paralympische Winterspelen, Zowel tijdens de Paralympische Winterspelen van 2006 in Turijn en de Paralympische Winterspelen van 2010 in het Canadese Vancouver was ze de enige Belgische deelneemster.
Natasha De Troyer is sinds haar geboorte visueel en licht auditief beperkt. Op haar 16de is ze begonnen met skiën, De Troyer maakte vervolgens op haar 25ste haar wedstrijddebuut in het alpineskiën.
ze heeft tijdens haar carrière meerdere prijzen gewonnen tijdens onder andere wereldkampioenschappen en world cups. Ze kwam uit op alle disciplines van het alpineskiën.
Tijdens deze wedstrijden kwam ze uit in de B2-klasse; dit houdt in dat ze gedeeltelijke zichtbaarheid met weinig overblijvend zicht heeft. Daarom skiede ze met een voorskiër die haar met geluidsaanwijzingen de te volgen route op de piste aangeeft. Haar vaste voorskiër was Diego Van de Voorde.
De Troyer is in het dagelijkse leven werkzaam als webredactrice.

## Beste resultaten
| Evenement                | Resultaat | Onderdeel        |
| ------------------------ | --------- | ---------------- |
| WK Zuid-Korea 2009       | brons     | Supercombinatie  |
| WC Abtenau Salzburg 2008 | goud      | Slalom           |
| WC Abtenau Salzburg 2008 | zilver    | Reuzenslalom     |
| WC Abtenau Salzburg 2008 | zilver    | Combinatie       |
| WC Abtenau Salzburg 2008 | zilver    | Super G          |
| WC Abtenau Queyras 2008  | zilver    | Reuzenslalom     |
| WC Abtenau Queyras 2008  | zilver    | Slalom           |
| WC Whistler 2009         | zilver    | Super G          |
| WC Whistler 2009         | brons     | Super-Combinatie |
| WC Whistler 2009         | zilver    | Reuzenslalom     |
| WC Whistler 2009         | zilver    | Slalom           |

## Paralympische Spelen
| Jaar           | Resultaat     | Onderdeel       |
| -------------- | ------------- | --------------- |
| Turijn 2006    | 5de, 2:04.91  | Afdaling        |
| Turijn 2006    | 5de, 2:39.86  | Reuzenslalom    |
| Turijn 2006    | 4de, 2:13.16  | Slalom          |
| Turijn 2006    | 5de, 1:57.01  | Super-G         |
| Vancouver 2010 | 8ste, 1:48.85 | Afdaling        |
| Vancouver 2010 | 7de, 2:18.19  | Slalom          |
| Vancouver 2010 | 5de, 1:44.03  | Super-G         |
| Vancouver 2010 | 5de           | Supercombinatie |